# Town Life

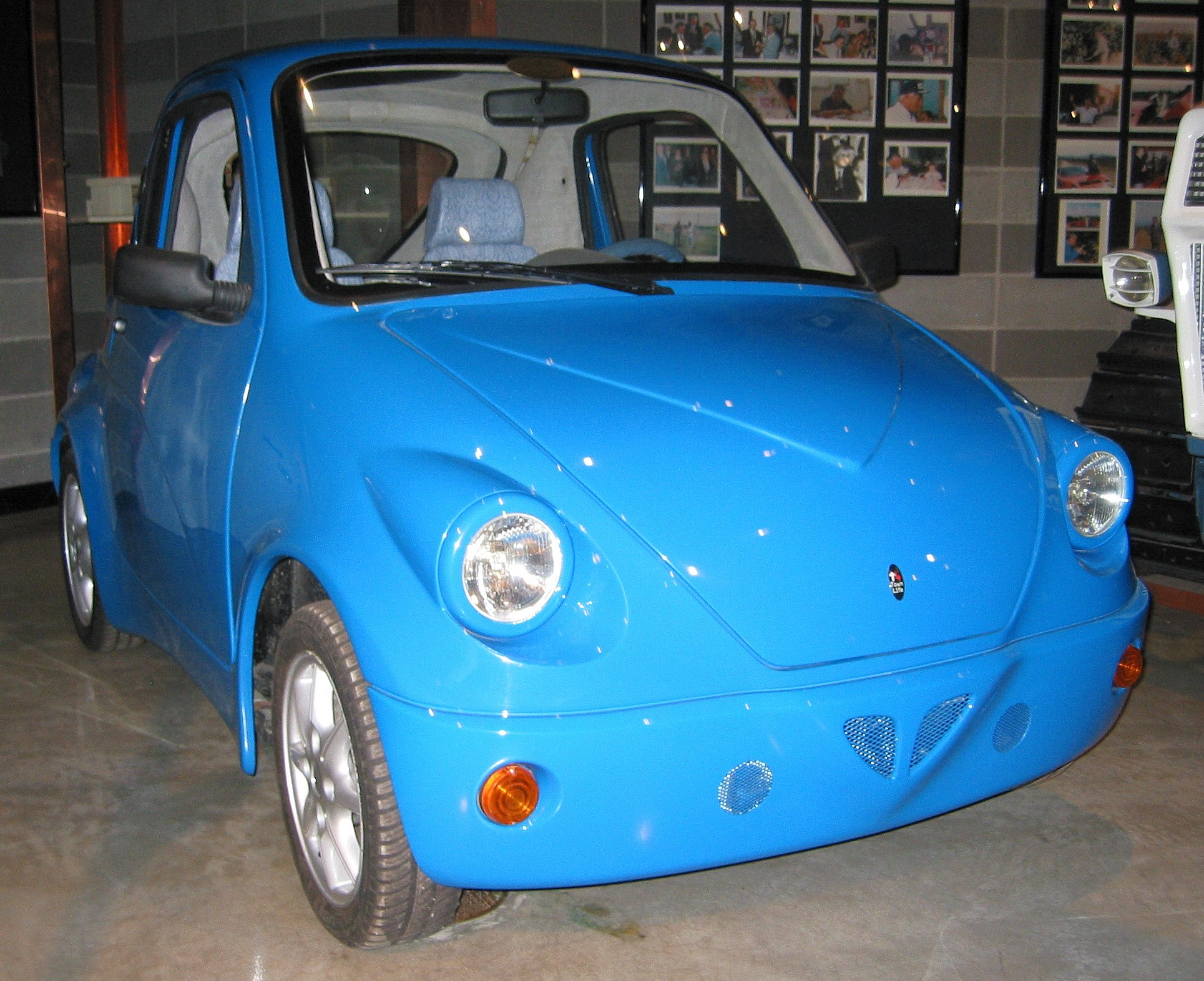
Town Life Ginevra

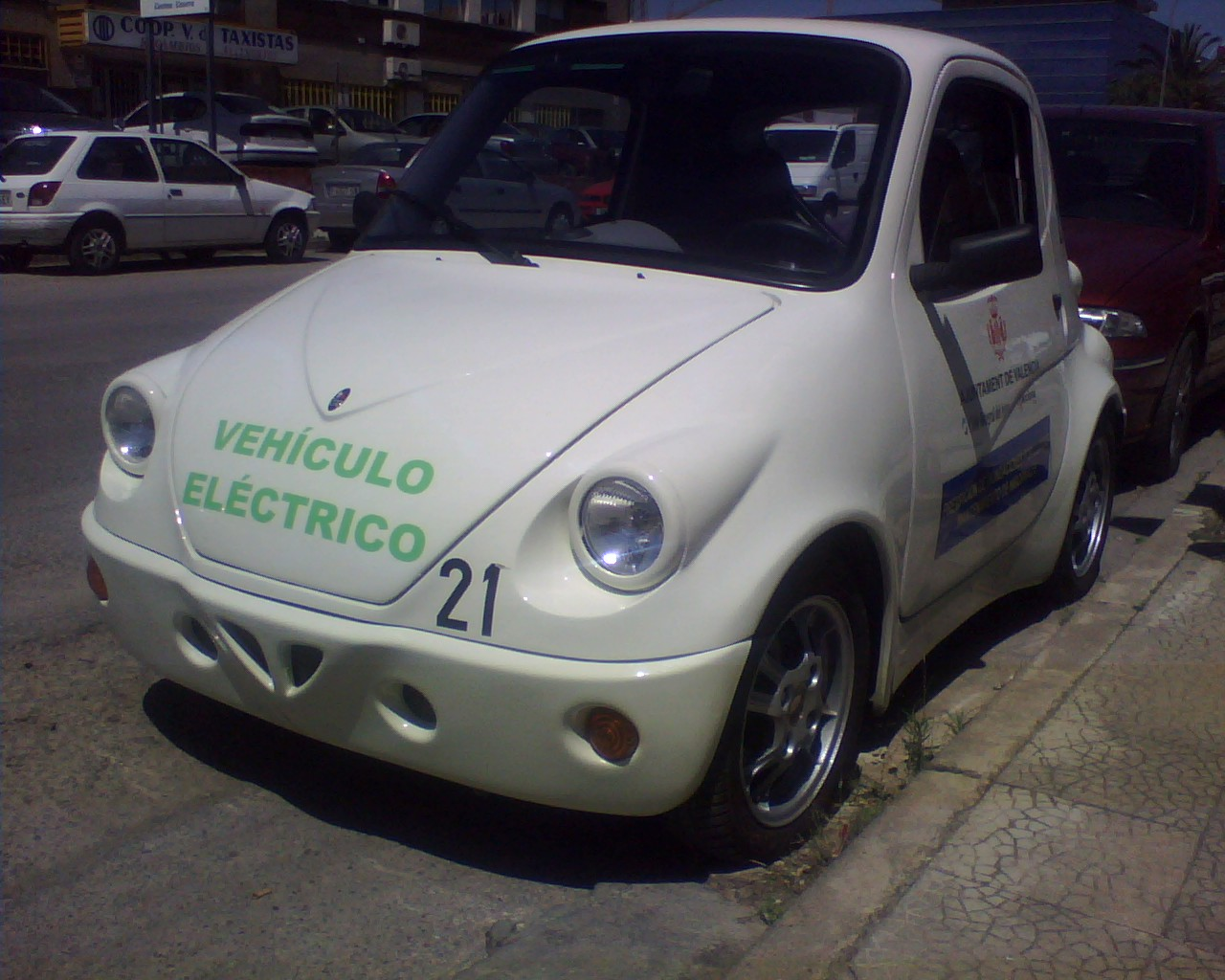
Town Life Helektra

Town Life S.p.A. war ein italienischer Hersteller von Automobilen.

## Unternehmensgeschichte
Tonino Lamborghini entwarf 1989 einen Kleinwagen. 1992 oder 1999 gründete er Town Life S.p.A. in Foligno. 1997 oder 2000 startete die Vermarktung unter dem Markennamen Town Life. Das Unternehmen übernahm von dem insolventen Unternehmen Isigo (ein amerikanisches Unternehmen von Piero Rivolta) die Produktionsstätten in Magione. 2001 verkaufte Tonino Lamborghini das Unternehmen, das danach selbständig war.
Zwei Quellen geben an, dass die Produktion 2008 endete.

## Automodelle
Das Unternehmen stellte Kleinwagen her. Eine mögliche Motorisierung für das Modell Ginevra war ein Benzinmotor mit 505 cm³ Hubraum und 15 PS Leistung, mit dem 90 km/h Höchstgeschwindigkeit erreicht werden konnten. Alternativ stand ein Dieselmotor von Lombardini mit ebenfalls 505 cm³ Hubraum und 5,4 PS zur Verfügung, der 45 km/h ermöglichen sollte. Der Helektra wurde von einem Elektromotor mit 5,5 PS angetrieben, für den 45 km/h Höchstgeschwindigkeit und 90 km Reichweite angegeben waren. Beide Modelle hatten eine Karosserie aus Fiberglas und waren als Coupé und Cabriolet erhältlich. Die Fahrzeuge waren 252 cm lang, 142 cm lang und 138 cm hoch. Außerdem wurde anfangs das Modell von Isigo als Ferruccio Junior mit den gleichen Motoren wie im Ginevra weitergebaut.